# Calyptrocalyx lepidotus
Calyptrocalyx lepidotus är en enhjärtbladig växtart som först beskrevs av Karl Ewald Maximilian Burret, och fick sitt nu gällande namn av John Leslie Dowe och M.D.Ferrero. Calyptrocalyx lepidotus ingår i släktet Calyptrocalyx och familjen Arecaceae. Inga underarter finns listade i Catalogue of Life.